# Контактна структура
Контактна структура — структура на гладкому многовиді непарної розмірності {\displaystyle M^{2n+1}}, що складається з гладкого поля дотичних гіперплощин, які відповідають умові невиродженості (див. нижче). Така структура завжди існує на многовиді контактних елементів многовиду. Контактна структура тісно пов'язана з симплектичною і є її аналогом для непарномірних многовидів.

## Означення
Контактна структура на многовиді визначається заданням такої 1-форми {\displaystyle \lambda }, що
{\displaystyle \lambda \wedge (d\lambda )^{n}\neq 0}
{\displaystyle \lambda } називається контактною формою. Контактна структура існує тільки на орієнтовному многовиді і визначає єдине векторне поле {\displaystyle Y} на {\displaystyle M^{2n+1}} таке, що
{\displaystyle \lambda (Y)=1}
{\displaystyle d\lambda (Y,X)=0}
для будь-якого векторного поля {\displaystyle X}.